# Нове Студзянкі
Нове Студзянкі (пол. Nowe Studzianki) — село в Польщі, у гміні Черневиці Томашовського повіту Лодзинського воєводства.
Населення — 75 осіб (2011).
У 1975-1998 роках село належало до Пйотрковського воєводства.

## Демографія
Демографічна структура станом на 31 березня 2011 року:
|          | Загалом | Допрацездатний вік | Працездатний вік | Постпрацездатний вік |
| -------- | ------- | ------------------ | ---------------- | -------------------- |
| Чоловіки | 35      | 11                 | 21               | 3                    |
| Жінки    | 40      | 8                  | 21               | 11                   |
| Разом    | 75      | 19                 | 42               | 14                   |